# Thagora
Thagora (Thacora, Thagura) est le nom d'une ville antique en Algérie. Siège épiscopal de Numidie, mentionné sur la Tabula Peutingeriana et l'Itinerarium Antoninum. Elle a été fortifiée par Justinien. Elle est maintenant appelée Taoura, et se situe à une vingtaine de kilomètres de Thagaste. On y trouve les ruines de thermes romains, une église et les restes d'une forteresse byzantine.
Douze citoyens romains (martyrs selon la tradition chretienne) y furent exécutés en 302, dont Gratien, Jules, Félix, Crispin et Potamie. On connait davantage trois évêques de Thagora :
- Xanthippe de Tagore (Kanthippus, Xanthippus Tagonensis) en 401, primat de Numidie dès la fin 401 d'après une lettre de saint Augustin (Epist. 59, 1-2)[4]. Il participa au concile de Milev de 402.
- Restitutus, présent en 411 à la conférence de Carthage.
- Timotheus, exilé par Hunéric en 484.

C'est aujourd'hui un diocèse titulaire de l'Église catholique. Depuis 2018, l'évêque actuel est Koenraad Vanhoutte (nl).